# Alexander John Ellis

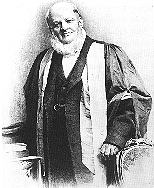
Alexander John Ellis

Alexander John Ellis (geboren als Sharpe) (* 14. Juni 1814 in Hoxton, England; † 28. Oktober 1890 in Kensington) war ein englischer Philologe.
1825 änderte er wegen der finanziellen Unterstützung durch einen Verwandten seiner Mutter seinen Namen auf ihren Geburtsnamen. Er studierte Philologie und Mathematik in Shrewsbury, am Eton College und am Trinity College (Cambridge) und graduierte 1837 zum B.A.
Er war dann Privatier und Schriftsteller in London. Er leistete Beiträge zur Mathematik, Musik und Philologie. Insbesondere entwarf er ein System der Phonotypie (vgl. Phonologie) und gab die Phonetic News heraus.
1837 wurde er Mitglied der Cambridge Philosophical Society, 1864 der Royal Society und 1865 der London Mathematical Society. Er wurde ferner Vizepräsident der Philosophical Society in London und 1886 Life-Governor des Universitäts-College in London. 1890 wurde ihm in Cambridge der Litt. D. hon. verliehen.
Von ihm stammt die für die Musiktheorie wichtige Einheit Cent.

## Publikationen (Auswahl)
- „On the Musical Scales of Various Nations“, Journal of the Society of Arts XXXIII, 1885 (Digitalisat)

| Personendaten    | Personendaten                        |
| ---------------- | ------------------------------------ |
| NAME             | Ellis, Alexander John                |
| ALTERNATIVNAMEN  | Sharpe, Alexander John (Geburtsname) |
| KURZBESCHREIBUNG | englischer Philologe                 |
| GEBURTSDATUM     | 14. Juni 1814                        |
| GEBURTSORT       | Hoxton, England                      |
| STERBEDATUM      | 28. Oktober 1890                     |
| STERBEORT        | Kensington (London)                  |